# Memnon z Rodos
Memnon z Rodos (ur. 380 p.n.e., zm. 333 p.n.e.) – dynasta w perskiej Azji Mniejszej i wódz najemników greckich. 

## Życiorys
Był bratem Mentora, mianowanego namiestnikiem w hellespontyjskiej Frygii przez jego szwagra, satrapę Artabazosa. Jako uczestnik nieudanego spisku Artabazosa przeciw królowi Artakserkesowi Ochosowi, wraz z bliskimi zbiegł w 353 p.n.e. do Macedonii pod protekcję Filipa II. Po powrocie przejął za nieżyjącego brata namiestnictwo jako perski hiparcha Troady i ożeniony ze swą szwagierką Barsine, skutecznie bronił wraz z Ateńczykiem Charesem terytorium perskiego przed agresją macedońskiego Filipa (zwycięstwo pod Magnezją, zdobycie Lampsakos i Efezu). 
Później dowodził greckimi najemnikami w służbie perskiego króla Dariusza III Kodomana. Podczas azjatyckiej wyprawy Aleksandra Wielkiego głównym jego zadaniem było powstrzymywanie najazdu wojsk macedońskich na perskie satrapie w Azji Mniejszej. W obliczu inwazji zalecał innym dowódcom (m.in. satrapie Lidii i Jonii Spitrydatesowi) zastosowanie taktyki spalonej ziemi, co spotkało się z silnym sprzeciwem Persów. 
Uczestniczył w bitwie nad rzeką Granikos, gdzie w oddziale jazdy perskiej, usiłującej przeszkodzić siłom Aleksandra w przeprawie, walczył wraz ze swymi synami. Po przegranej bitwie król perski, który zapewnił sobie lojalność Memnona biorąc na swój dwór jego żonę i dzieci jako zakładników, przekazał mu dowództwo nad wojskami w Azji Mniejszej i tamtejszą flotą. Memnon przygotował do obrony Halikarnas obsadzony przez silną załogę najemników i żołnierzy perskich. W toku oblężenia wojskom macedońskim udało się sforsować część murów miejskich. Obrońcy wybudowali z cegieł mur wewnętrzny, któremu jednak zagroziły machiny oblężnicze Macedończyków. Wówczas ze współdowodzącym Orontobatesem zdecydował o opuszczeniu miasta i wycofaniu się do umocnionych fortec.
Z myślą o wykorzystaniu perskiej przewagi na morzu zamierzał przenieść działania wojenne do Macedonii i Grecji, zmuszając tym Aleksandra do odwrotu. Dzięki zdradzie zdobył wyspę Chios i większość miast na wyspie Lesbos z wyjątkiem Mityleny. Podczas rozpoczętej blokady Mityleny zachorował i zmarł. Umierając przekazał dowództwo swemu siostrzeńcowi Farnabazosowi. Śmierć Memnona zniweczyła plany ataku perskiego na Macedonię, który mógł mieć decydujące znaczenie dla wyniku wojny z Aleksandrem.